# Pandeo

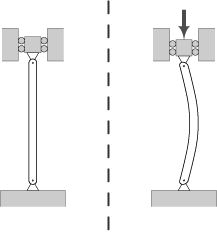
Deformación de pandeo producida por la compresión de una barra.

El pandeo es un fenómeno de inestabilidad elástica que puede darse en elementos comprimidos esbeltos, y, que se manifiesta por la aparición de desplazamientos importantes transversales a la dirección principal de compresión.
En ingeniería estructural el fenómeno aparece principalmente en pilares y columnas, y se traduce en la aparición de una flexión adicional en el pilar cuando se halla sometido a la acción de esfuerzos axiales de cierta importancia.

## Introducción
La aparición de deflexión por pandeo limita severamente la resistencia en compresión de un pilar o cualquier tipo de pieza esbelta. Eventualmente, a partir de cierto valor de la carga axial de compresión, denominada carga crítica de pandeo, puede producirse una situación de inestabilidad elástica y entonces fácilmente la deformación aumentará produciendo tensiones adicionales que superarán la tensión de rotura, provocando la ruina del elemento estructural. Además del pandeo flexional ordinario existe el pandeo torsional o inestabilidad elástica provocado por un momento torsor excesivo.
Existen diferentes maneras o modos de fallo por pandeo. Para un elemento estructural frecuentemente hay que verificar varios de ellos y garantizar que las cargas están lejos de las cargas críticas asociadas a cada modo o manera de pandear. Los modos típicos son:
- Pandeo flexional. Modo de pandeo en el cual un elemento en compresión se flecta lateralmente sin giro ni cambios en su sección transversal.
- Pandeo torsional. Modo de pandeo en el cual un elemento en compresión gira alrededor de su centro de corte.
- Pandeo flexo-torsional. Modo de pandeo en el cual un elemento en compresión se flecta y gira simultáneamente sin cambios en su sección transversal.
- Pandeo lateral-torsional. Modo de pandeo de un elemento a flexión que involucra deflexión normal al plano de flexión y, de manera simultánea, giro alrededor del centro de corte

## Pandeo flexional
Los pilares y barras comprimidas de celosías pueden presentar diversos modos de fallo en función de su esbeltez mecánica:
- Los pilares muy esbeltos suelen fallar por pandeo elástico y son sensibles tanto al pandeo local del propio pilar como al pandeo global de la estructura completa.
- En los pilares de esbeltez media las imperfecciones constructivas como las heterogeneidades son particularmente importantes pudiéndose presentar pandeo anelástico.
- Los pilares de muy baja esbeltez fallan por exceso de compresión, antes de que los efectos del pandeo resulten importantes.

### Pandeo local

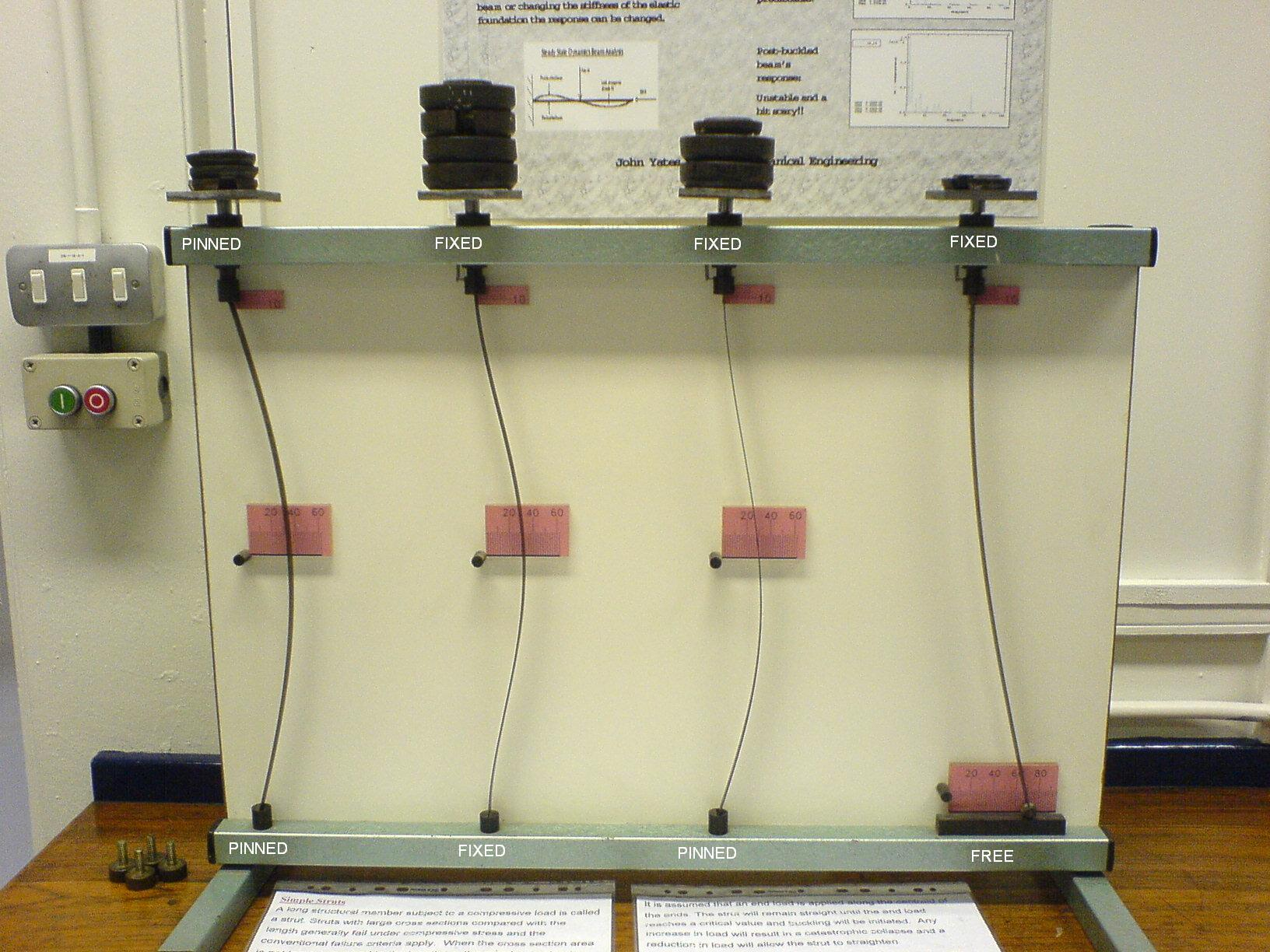
Modelo de los distintos tipos de pandeo de Euler. Como se puede ver, según las condiciones externas de la viga, la deformación debida al pandeo será distinta.

El pandeo local es el que aparece en piezas o elementos aislados o que estructuralmente pueden considerarse aislados. En este caso la magnitud de la carga crítica viene dada según las condiciones de la unión, vinculación o sujeción en los extremos. Para una pieza que puede considerarse biarticulada en sus extremos la carga crítica de Euler viene dada por:

(1){\displaystyle F_{\rm {crit}}=\pi ^{2}{\frac {EI_{\min }}{L^{2}}}=\pi ^{2}{\frac {EA}{\lambda ^{2}}}}

Siendo: Fcrit, la carga crítica; E, Módulo de Young del material de que está hecha la barra; Imin, momento de inercia mínimo de la sección transversal de la barra; L, longitud de la barra y λ la esbeltez mecánica de la pieza. Cuando las condiciones de sujeción de los extremos son diferentes la carga crítica de Euler viene dada por una ecuación del tipo:

(2){\displaystyle F_{\rm {crit}}=\pi ^{2}{\frac {EI_{\min }}{(\alpha L)^{2}}}\qquad {\begin{cases}\alpha =0,5&{\mbox{empotrado-empotrado}}\\\alpha \approx 0,70&{\mbox{articulado-empotrado}}\\\alpha =1&{\mbox{articulado-articulado}}\\\alpha =2&{\mbox{libre-empotrado}}\end{cases}}}

Al producto {\displaystyle \alpha L\;} se le llama 'longitud de pandeo'.

### Pandeo global
En una estructura compleja formada por barras y otros elementos enlazados pueden aparecer modos de deformación en los que los desplazamientos no sean proporcionales a las cargas y la estructura puede pandear globalmente sin que ninguna de las barras o elementos estructurales alcance su propia carga de pandeo. Debido a este factor, la carga crítica global de cierto tipo de estructuras (por ejemplo en entramados de cúpulas monocapa) es mucho menor que la carga crítica (local) de cada uno de sus elementos.

El tipo de estructura más simple que presenta 'pandeo global' para carga crítica diferente de la de sus elementos está formado por dos barras articuladas entre sí y a la cimentación, que se muestra en la figura. 
 Las ecuaciones que gobiernan el comportamiento de la estructura son:
- Ecuación de equilibrio:

{\displaystyle P=2N\sin(\theta -\Delta \theta )\,}

- Relación elástica entre acortamiento y esfuerzo axial:

{\displaystyle N=EA{\frac {\Delta L}{L}}}

- Relación geométrica de las configuraciones no-deformada y deformada:

{\displaystyle L\cos \theta =(L-\Delta L)\cos(\theta -\Delta \theta )\,}

Donde: N, esfuerzo axial de cada una de las barras; ΔL, acortamiento sufrido por las barras para adoptar la configuración deformada; Δθ = θ-θ', es la diferencia de ángulos mostrada en la figura; E, módulo de Young del material de las barras; A, área transversal de cada una de las barras; L, longitud inicial de cada una de las dos barras.
Substituyendo la segunda de las ecuaciones en la primera, despejando ΔL de la tercera y substituyendo su valor también su valor en la primera se llega a:

{\displaystyle P=2EA\left(1-{\frac {\cos(\theta )}{\cos(\theta -\Delta \theta )}}\right)\sin(\theta -\Delta \theta )}

El valor de Δθ para el que se alcanza el máximo es precisamente la carga crítica global. Las cargas de pandeo global y local vienen dadas por:

{\displaystyle P_{\rm {{crit},G}}=2EA\left(1-\cos ^{\frac {2}{3}}\theta \right)\qquad \qquad P_{\rm {{crit},L}}={\frac {\pi ^{2}EI}{L}}}

Cada una estas cargas presenta modos de fallo diferentes en la estructura. De entre los dos posibles modos de fallo por pandeo ocurrirá el que presente un ángulo de aparición mayor donde estos ángulos vienen dados por:

{\displaystyle \cos(\theta _{G})=\cos ^{\frac {1}{3}}(\theta )\qquad \qquad \cos(\theta _{L})={\frac {\pi ^{2}EI}{L}}}

### Plano de pandeo
El 'plano de pandeo' se refiere al plano que contendrá el inicio de la deformada de una pieza sometida a compresión dominante. El plano de pandeo contiene el eje baricéntrico de la viga y sobre él la deflexión por pandeo es máxima. Para una pieza sometida solo a compresión sin momentos apreciables adicionales, el plano de pandeo coincidirá con el plano perpendicular sea paralela al eje de menor inercia de la sección.

### Teoría de la bifurcación
Matemáticamente el pandeo local está asociado a una bifurcación tridente, es decir, cuando se plantean las ecuaciones exactas no lineales que describen la forma de una pieza prismática, incluyendo la carga axial y los parámetros relacionados con las imperfecciones, los posibles comportamientos cualitativos están separados unos de otros por una bifurcación tridente. Eso lleva que en estos casos la carga real que puede soportar una barra venga dada por la ley 2/3 de Koiter:

{\displaystyle P_{c}\leq C(d)\varepsilon ^{2/3}}

Donde:
{\displaystyle P_{c}}, carga crítica corregida por las imperfecciones.
{\displaystyle C(d)}, es una constante que depende del patrón de imperfección dado por {\displaystyle d\in \mathbb {R} ^{p}}.
{\displaystyle \varepsilon }, es un parámetro escalar que cuantifica el grado de imperfección para un patrón de imperfección {\displaystyle d\in \mathbb {R} ^{p}} dado.
Si las imperfecciones tienen naturaleza estadística y vienen dadas por una distribución normal multivariante entonces la carga crítica tiene una distribución dada por:

{\displaystyle f(P_{c})={\frac {3|P_{c}-P_{c}^{0}|^{1/2}}{{\sqrt {2\pi }}{\hat {C}}^{3/2}}}\exp \left(-{\frac {1}{2}}{\frac {|P_{c}-P_{c}^{0}|^{3}}{\hat {C}}}\right)}

Esta distribución de probabilidad permite ajustar las curvas reales de pandeo observadas, ya que en condiciones normales una barra recta de sección constante tiene una resistencia inferior a la predicha por la teoría de Euler por el efecto de las imperfecciones.

## Pandeo torsional
En vigas de alas anchas o de escasa rigidez torsional, el pandeo flexional convencional puede ir acompañado de la aparición de una torsión de la sección, resultando un modo de fallo mixto conocido como pandeo torsional o pandeo lateral. El momento torsor crítico para el cual aparecería ese tipo de fallo viene dado por:

{\displaystyle M_{\rm {cr}}={\frac {\pi }{\alpha L}}{\sqrt {\left({\frac {\pi EI_{m}}{\alpha L}}\right)^{2}{\frac {I_{\omega }}{I_{m}}}+EI_{m}GJ}}}

Donde las nuevas magnitudes son:
{\displaystyle I_{m}\;}, es el momento de inercia mínimo en flexión.
{\displaystyle I_{\omega },J\;}, son respectivamente el módulo de alabeo y el módulo de torsión.
{\displaystyle G\;}, el módulo de elasticidad transversal.
Y el resto de magnitudes tienen el mismo significado que para el pandeo flexional puro. En piezas donde el momento de alabeo es despreciable puede usarse la expresión aproximada:

{\displaystyle M_{\rm {cr}}\approx {\frac {\pi }{\alpha L}}{\sqrt {EI_{m}GJ}}}

## Cálculo de cargas críticas

### Curva elástica

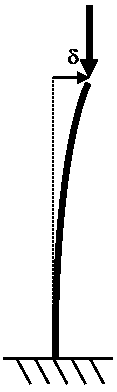
Forma cualitativa de pandeo de un pilar empotrado en su base y libre en su extremo superior.

Una manera de encontrar la carga crítica de una estructura consiste en presuponer la forma cualitativa en que esta pandeará, parametrizando esa forma cualitativa mediante varios parámetros incógnita. Introduciendo esa forma cualitativa en la ecuación de la curva elástica y buscando que la solución parametrizada satisfaga las condiciones de contorno cualitativas, que normalmente se refieren a desplazamientos y giros de los nudos de las barras de la estructura, se obtienen relaciones entre los parámetros incógnita introducidos. El valor de la carga crítica es precisamente el que hace que dichas relaciones se cumplan.
El método de Euler para barras aisladas es un ejemplo de uso de este método. Por ejemplo para determinar la carga crítica de un pilar empotrado en su base y libre en el extremo tratamos de resolver la ecuación de la curva elástica bajo las siguientes condiciones:

{\displaystyle {\frac {d^{2}w(h)}{dh^{2}}}+{\frac {Pw(h)}{EI}}={\frac {P\delta }{EI}}\qquad {\begin{cases}w'_{\rm {base}}=0\\w_{\sup }=\delta \end{cases}}}

La solución de esa ecuación, en función del parámetro de desplazamiento horizontal del pilar, resulta ser:

{\displaystyle w(h)=\delta \left[1-\cos \left(h{\sqrt {\frac {P}{EI}}}\right)\right]}

La condición de contorno en el extremo superior (donde h = H y wsup = δ) solo se cumple para ciertos valores de P, que cumplen:

{\displaystyle H{\sqrt {\frac {P_{n}}{EI}}}=(2n+1){\frac {\pi }{2}}\qquad n\in \mathbb {Z} }

El menor de estos valores es precisamente el valor aceptado para la carga crítica de Euler de un pilar empotrado en su base y libre en su parte superior:

{\displaystyle P_{\rm {crit}}=P_{0}={\frac {\pi ^{2}EI}{(2H)^{2}}}}

### Métodos energéticos
Para estructuras de una cierta complejidad el método anterior resulta de muy difícil aplicación, ya que requiere integrar un número elevado de ecuaciones diferenciales para cada elemento lineal de la estructura.
Un método aproximado consiste en presuponer aproximadamente las deformaciones asociadas al pandeo, que satisfaga las condiciones de contorno en los extremos de las piezas, y en igualar la energía de deformación Wint con el trabajo exterior realizado por la fuerza que produce el fenómeno de pandeo Wext durante la deformación, Wint = Wext. Esas dos ecuaciones pueden escribirse en términos el campo de desplazamientos de los momentos flectores asociados. Para cada elemento lineal la energía de deformación y el trabajo exterior vienen dados por:

{\displaystyle W_{\rm {int}}={\frac {1}{2}}\int _{0}^{L}{\frac {M_{f}^{2}(x)}{EI}}dx={\frac {1}{2}}\int _{0}^{L}EI\left[{\frac {d^{2}w(x)}{dx^{2}}}\right]^{2}dx\qquad \qquad W_{ext}={\frac {P_{\rm {crit}}}{2}}\int _{0}^{L}\left[{\frac {dw(x)}{dx}}\right]^{2}dx}

Donde:
{\displaystyle M_{f}(x)\,} es el momento flector sobre la sección de abscisa x,
{\displaystyle EI\,} es el producto de módulo de Young por el momento de inercia de la sección,
{\displaystyle w(x)\,} es la defleción o desplazamiento seccional de la sección de abscisa x.
{\displaystyle P_{\rm {crit}}\,} es la carga crítica de pandeo.
{\displaystyle L\,} es la longitud total del elemento susceptible de sufrir pandeo.
Cuanto más ajustado sea el campo de desplazamientos supuesto w(x) mejores resultados da el método anterior.

## Dimensionado de elementos sometidos a pandeo
En ingeniería estructural existe una necesidad práctica de dimensionar los elementos lineales sometidos a compresión con la suficiente sección transversal como para que no fallen por pandeo. La sección transversal necesaria para que eso no ocurra es muchas veces mayor que la que sería necesaria para soportar un esfuerzo de tracción de la misma magnitud (entre 1,5 y 6 veces en la mayoría de casos). La mayoría de normas usan un coeficiente de reducción de la resistencia cuando el esfuerzo sobre el elemento lineal es de compresión y no de tracción. El Eurocódigo por ejemplo da para la resistencia de un pilar sometido a compresión y tracción simples las siguientes resistencias:

{\displaystyle N_{t,u}=Af_{y},\qquad N_{t,c}=\chi A_{ef}f_{y}}

Donde:
{\displaystyle N_{t,u},\ N_{c,u}\,} son respectivamente el esfuerzo axial último en tracción y el esfuerzo axial último en compresión.
{\displaystyle A,\ A_{ef}\,} son el área bruta de la sección transversal y el área efectiva de la sección transversal (para la mayoría de secciones transversales, ambas coinciden).
{\displaystyle f_{y}\,}, es la tensión máxima admisible sobre el material.
{\displaystyle \chi \leq 1\,}, es el coeficiente ji de reducción de la resistencia por pandeo.
El mismo coeficiente se puede usar para estimar por exceso la tensión y determinar si un elemento es seguro. Así cuando un elemento está sometido a flexión o compresión compuestas la tensión de referencia para calcular si el elemento es seguro o no se toma aproximadamente como:

{\displaystyle \sigma _{r}={\frac {|N_{x}|}{\chi A}}+{\frac {|M_{y}|}{W_{y}}}+{\frac {|M_{z}|}{W_{z}}}\leq \sigma _{u}}

Donde:
{\displaystyle N_{x}\,} es el esfuerzo axial a que está sometido el elemento.
{\displaystyle M_{y},\ M_{z}\,}, son los momentos flectores medidos según las dos direcciones principales de inercia.
{\displaystyle W_{y},\ W_{z}\,}, son los momentos resistentes asociados a los momentos principales de inercia de la sección transversal.
En situaciones donde las tensiones tangentes y el alabeo seccional de la sección sean importantes debe substituirse el miembro antes del signo de menor que, por la tensión de Von Mises y en la expresión de Navier debe contabilizarse el efecto del bimomento.

### Carga crítica y longitud de pandeo
La carga crítica de un elemento estructural unidimensional esbelto corresponde a un esfuerzo axial por encima de la cual cualquier pequeña imperfección impide que exista un equilibrio estable. Para una pieza prismática recta muy esbelta, de material elástico y con extremos articulados, la carga crítica se aproxima mucho a la llamada carga crítica de Euler:

{\displaystyle N_{\rm {crit}}=N_{\rm {Eul}}:={\frac {\pi ^{2}EI_{f}}{L^{2}}}}

Donde:
{\displaystyle E\,} es el módulo de Young del material.
{\displaystyle I_{f}\,} es el segundo momento de área.
{\displaystyle L\,} la longitud total de la pieza.
En otros casos más complejos con otras condiciones en los extremos, con sección variable, etc, la carga crítica anterior debe ser corregida por un factor constante. En piezas de sección constante puede definirse además la longitud de pandeo {\displaystyle \scriptstyle L_{k}} o {\displaystyle \scriptstyle L_{pan}}como:

{\displaystyle L_{k}=L_{\rm {pan}}:=\pi {\sqrt {\frac {EI_{f}}{N_{\rm {cr}}}}}=\pi i_{c}{\bar {\lambda }}{\sqrt {\frac {E}{f_{y}}}}}

Donde:
{\displaystyle i_{c}\,} es el radio de giro mínimo de la sección transversal.
{\displaystyle {\bar {\lambda }}} es la esbeltez reducida.
{\displaystyle f_{y}\,} la tensión mecánica usada para el cálculo de la esbeltez.
Si la pieza no es de sección constante no existe una manera de definir la longitud de pandeo, aunque el concepto de carga crítica sigue estando perfectamente definido.
En el enfoque moderno de la teoría de bifurcación corresponde a un punto del espacio de configuración tal que cualquier entorno de ese punto se interseca con más de una solución de las ecuaciones de comportamiento estructural. Los elementos bidimensionales comprimidos como los muros de carga, entre otros, también pueden sufrir pandeo, aunque en ese caso la carga crítica se define en términos de la carga compresiva sobre el borde de la misma, para la que aparecen fenómenos de pandeo.

### Esbeltez y coeficientes de pandeo
Usualmente las diferentes normas tecnológicas prevén una reducción de la resistencia de pilares y otras piezas en términos de su esbeltez mecánica. Cuanto más esbelto sea el elemento tanto mayor será la reducción de su resistencia debida al probable efecto de pandeo sobre el mismo. Existen varias maneras, todas ellas esencialmente equivalentes, de tratar esta reducción de la resistencia por efecto del pandeo, por ejemplo el eurocódigo y el CTE definen la esbeltez mecánica reducida {\displaystyle \scriptstyle {\bar {\lambda }}} o razón entre la resistencia plástica de la sección de cálculo y la compresión crítica por pandeo, como:

{\displaystyle {\bar {\lambda }}={\sqrt {\frac {Af_{y}}{N_{\rm {cr}}}}}}

Donde:
{\displaystyle A\,} es el área transversal efectiva para el elemento que pretender dimensionarse para resistir el pandeo.
{\displaystyle f_{y}\,} es la tensión mecánica máxima usada para caracterizar el comportamiento del material.
{\displaystyle N_{\rm {cr}}\,} es la carga crítica de pandeo del elemento.
El factor de reducción de la resistencia por pandeo o {\displaystyle \scriptstyle \chi } (coeficiente ji), se define de acuerdo con el CTE simplemente como:

{\displaystyle {\begin{cases}\phi =0,5[1+\alpha ({\bar {\lambda }}-0,2)+{\bar {\lambda }}^{2}]\\\chi ={\cfrac {1}{\phi +{\sqrt {\phi ^{2}-{\bar {\lambda }}^{2}}}}}\end{cases}}}

Donde en la fórmula anterior:
{\displaystyle {\bar {\lambda }}\geq 0,2}, por lo que afectos de cálculo no debe tomarse un valor inferior a ese.
{\displaystyle \alpha \,}, es el coeficiente de imperfección que depende del tipo de sección transversal.